# Pere Masip i Sureda
Pere Masip i Sureda (Barcelona, 8 d'octubre de 1918 - Barcelona, 28 de juny de 2001) fou un tennista català de la dècada de 1950.

## Trajectòria
Es formà a la Reial Societat de Tennis Pompeia. L'any 1945 es proclamà campió de Catalunya de tennis. També fou campió de dobles amb Jaume Bartrolí (1947) i amb L.A. Viñamata (1948), i de dobles mixtos, amb Maria Isabel Maier (1950). També fou 15 cops campió d'Espanya, set d'elles en individual. En dobles fou campió amb Jaume Bartrolí, Josep Maria Draper i Maria Isabel Maier.
El 1949 capitanejà l'equip espanyol de la Copa Davis. Posteriorment marxà a Colòmbia durant 11 anys, on participà en tornejos professionals. També fou professor de l'European Tennis Club de Brussel·les i director de l'Escola de Tennis del Reial Club de Polo de Barcelona.
A partir de 1941 començà a jugar com a pilotari professional amb el nom de Pedrin I.

## Palmarès
- Campionat de Catalunya de Tennis masculí:
  - 1945
- Campionat de Catalunya de Tennis masculí (dobles):
  - 1947, 1948
- Campionat de Catalunya de Tennis masculí (dobles mixtos):
  - 1950
- Campionat d'Espanya de Tennis masculí:
  - 1936, 1945, 1946, 1947, 1948, 1949, 1950
- Campionat d'Espanya de Tennis masculí (dobles):
  - 1946, 1947, 1948, 1949, 1951
- Campionat d'Espanya de Tennis masculí (dobles mixtos):
  - 1946, 1948, 1949